# Un coin perdu (X-Files)
Pour les articles homonymes, voir Un coin perdu.
Un coin perdu (Roadrunners) est le 4e épisode de la saison 8 de la série télévisée X-Files. Dans cet épisode, Scully part enquêter dans une région désertique, sans prévenir son nouveau partenaire Doggett, et se trouve confrontée aux membres d'une secte vénérant une créature qu'ils pensent être la seconde venue du Christ sur la Terre.
Vince Gilligan a écrit spécifiquement le scénario pour revenir aux racines horrifiques de la série et cimenter la relation entre Scully et Doggett. L'épisode a recueilli des critiques plutôt favorables.

## Résumé
Dans une région désertique du comté de Juab, dans l'Utah, Hank Gulatarski, un jeune routard, monte dans un autocar, qui s'arrête peu après sans raison apparente. Tous les passagers descendent du bus et battent à mort un jeune homme avec des béquilles avant de se retourner contre le routard. Lorsque le corps du jeune homme est retrouvé, Scully part enquêter seule, ne prévenant Doggett qu'une fois sur place d'une cabine téléphonique, son téléphone portable n'ayant pas de réseau. Elle découvre que le corps présente des signes de décrépitude habituellement associées à la vieillesse. Elle s'arrête à une station-essence et tombe en panne peu après. Retournant à la station, elle découvre que le pompiste lui a versé de l'eau dans le réservoir à la place de l'essence.
Scully découvre que personne n'a de téléphone, ni de véhicule, dans la petite communauté rurale où elle se trouve. Elle est ignorée par tous les habitants sauf monsieur Milsap, qui l'héberge pour la nuit dans sa pension de famille. Le lendemain, Milsap vient prévenir Scully qu'un homme, qui se révèle être le jeune routard, aurait besoin de soins médicaux. En l'examinant, Scully trouve une étrange blessure circulaire dans son dos. Pendant ce temps, Doggett apprend que Scully ne s'est toujours pas présentée au shérif du comté, et des recherches sont mises en œuvre.
Scully suspecte qu'elle et le jeune routard, qui n'a aucun souvenir de son identité ni de ce qui lui est arrivé, sont retenus volontairement par les habitants de la communauté. En sondant à nouveau sa blessure, elle découvre une sorte de ver parasitique sous sa peau mais ne peut le retirer sans risquer de tuer son patient. Scully part à la recherche d'un moyen de transport, confiant son arme au blessé. Celui-ci prévient alors Milsap qu'un nouveau transfert est nécessaire. Doggett, qui a trouvé que des meurtres similaires avaient eu lieu dans d'autres endroits très isolés, arrive quant à lui dans l'Utah.
Scully est capturée par les habitants de la communauté, qui sont tous membres de la même secte. Ceux-ci expulsent une sorte de limace du corps de Gulatarski, après l'avoir tué, et l'introduisent dans le corps de Scully. Doggett arrive sur les lieux pour poser des questions et remarque le comportement suspect des habitants. Il trouve Scully et parvient à extraire la créature de son corps et à la tuer. Une semaine plus tard, alors que Scully sort de l'hôpital, Doggett vient la voir pour l’informer de l'avancée du procès des membres de la secte, qui prétendent servir la seconde venue du Christ sur la Terre. Scully s'excuse auprès de Doggett d'être partie sans lui.

## Distribution
- Gillian Anderson : Dana Scully
- Robert Patrick : John Doggett
- David Barry Gray : Hank Gulatarski
- Lawrence Pressman : Monsieur Milsap
- Conor O'Farrell : le shérif Ciolino
- William O'Leary : le pompiste
- Rusty Schwimmer : la conductrice du bus

## Production
Vince Gilligan imagine ce scénario, décrit comme « inhabituellement brutal » en comparaison de son style habituel, avec l'intention expresse d'en faire un épisode « super inquiétant, effrayant, le genre qui s’infiltre sous votre peau, au sens figuré comme au sens littéral », dans la vieille tradition de la série. Il s'inspire pour son écriture du film Un homme est passé (1955), dans lequel le personnage principal arrive dans une petite ville où il est indésirable et dont les habitants cachent un sombre secret. Gilligan a également comme objectif de prouver au public de la série que Doggett est quelqu'un de fiable, au comportement héroïque. Le scénariste nomme un personnage Milsap en référence au chanteur de country Ronnie Milsap et baptise le shérif Ciolino d'après le nom de son courtier en prêt immobilier.
L'épisode est le premier de la série à être réalisé par Rod Hardy. Celui-ci s'est vu proposer de mettre en scène l'épisode après le visionnage par un membre de l'équipe de production de son remake télévisée du film Le train sifflera trois fois. La créature parasitique de l'épisode, conçue de façon à ressembler à une limace-banane, peut se mouvoir grâce à un système animatronique. Un dos factice en fibre de verre est fabriqué pour les scènes où la créature rampe le long de la colonne vertébrale. La scène où Doggett extrait la créature du corps de Scully est tellement explicite que le producteur Paul Rabwin affirme qu'un caméraman a failli s'évanouir en la filmant. 
Après la diffusion de l'épisode, de nombreux fans se plaignent du comportement de Doggett, jugé condescendant envers Scully, lors de la dernière scène. Robert Patrick offre une interprétation différente en expliquant que son personnage rappelle à Scully qu'ils sont désormais partenaires et qu'elle peut compter sur lui un peu à la façon militaire d'un marine.

## Accueil

### Audiences
Lors de sa première diffusion aux États-Unis, l'épisode réalise un score de 8,3 sur l'échelle de Nielsen, avec 12 % de parts de marché, et est regardé par 13,6 millions de téléspectateurs. La promotion télévisée de l'épisode est réalisée avec le slogan « A desolate town. A bizarre cult. A horrifying ritual. And Scully may be the next victim » (en français « Une ville abandonnée. Une secte bizarre. Un rituel terrifiant. Et Scully pourrait être la prochaine victime »).

### Accueil critique
L'épisode obtient des critiques plutôt favorables dans l'ensemble. Juliette Harrisson, du site Den of the Geek, affirme que c'est le meilleur épisode standalone de la saison, le qualifiant d'histoire « effrayante à souhait » qui marque « le tournant de la relation entre Scully et Doggett ». Todd VanDerWerff, du site The A.V. Club, lui donne la note de A-, mettant en avant « le monstre totalement inattendu et la magnifique construction » de l'épisode, qui bascule lentement vers l'horreur, ainsi que l'interprétation de Gillian Anderson, mais déplorant que la dernière scène montre Doggett sous un jour si antipathique.
Dans leur livre sur la série, Robert Shearman et Lars Pearson lui donnent la note de 4/5, regrettant que le rôle de Doggett soit si réduit mais soulignant que l'interprétation de Gillian Anderson, qui va de « l'exaspération ironique à la franche paranoïa », rend « très efficace » cet épisode dont le côté horrifique se dévoile progressivement. John Keegan, du site Critical Myth, lui donne la note de 7/10, évoquant un épisode de bonne facture mais dénué de tout élément qui aurait pu le rendre exceptionnel.
Parmi les critiques négatives, Sarah Stegall, du site Munchkyn Zone, lui donne la note de 1/5, affirmant que l'histoire de la secte fondamentaliste, dont les motivations demeurent floues, est un « stéréotype lassant », que le comportement de Scully est « stupide » et que l'épisode est prévisible. Paula Vitaris, de Cinefantastique, lui donne la note de 0/4, tournant en dérision l'intrigue et critiquant sévèrement la représentation des deux personnages principaux.
En France, le site Le Monde des Avengers estime que l'épisode est « dense et prenant dans son traitement » et que « la progression de l’intensité dramatique finit par déboucher sur un pur cauchemar passablement gore où le jeu déjà excellent de Gillian Anderson devient véritablement incandescent » même si « le classicisme de l’intrigue empêche l’épisode d’atteindre les cimes de la série ». Pour le site Daily Mars, « le scénario de Vince Gillian fait monter la tension et l’angoisse avec une vraie expertise » et l'épisode est « le plus flippant et le plus gore que la série avait produit depuis des lustres ».

## Commentaire
Dans cet épisode les mots religieux employés sont Amen et Dieu.